# Sebastián Muñoz
Artikeln följer den spanska namnseden; faderns efternamn är Muñoz och moderns efternamn Amaya.
Juan Sebastián Muñoz Amaya, född 4 januari 1993 i Bogotá, är en colombiansk professionell golfspelare som spelar för Liv Golf. Han har tidigare spelat bland annat på PGA Tour, PGA European Tour, PGA Tour Latinoamérica samt Web.com Tour.
Pereira har vunnit en PGA-vinst och en Web.com-vinst. Hans bästa resultat i majortävlingar var en delad 14:e plats vid 2022 års US Open.
Han deltog också för det internationella laget vid 2022 års Presidents Cup. Muñoz var även med och tävlade för Colombia vid de olympiska sommarspelen 2020.
Pereira studerade vid University of North Texas och spelade golf för deras idrottsförening North Texas Mean Green.